# Nuttallia nuda
Nuttallia nuda là một loài thực vật có hoa trong họ Loasaceae. Loài này được (Pursh) Greene mô tả khoa học đầu tiên năm 1906.